# محطة قطار الدريعة
محطة الدريعة هي محطة سكة حديد جزائرية تقع في بلدية الدريعة بولاية سوق أهراس .

## الموقع
وتقع المحطة شرق مدينة الدريعة على الخط الممتد من عنابة إلى جبل العنق. تسبقها محطة الحمري وتتبعها محطة مداوروش .

## تاريخ
في 2025، أطلقت الوكالة الوطنية للدراسات ومتابعة إنجاز الاستثمارات في السكك الحديدية برنامجا لإعادة تأهيل وعصرنة المحطة.

## خدمة المسافرين

### الخدمة
تستقبل محطة الدريعة القطارات الجهوية العابرة على الخط الرابط بين عنابة وتبسة.

## روابط خارجية
- الموقع الرسمي للشركة الوطنية للنقل بالسكك الحديدية